# Koraalmalve
De koraalmalve (Hibiscus schizopetalus) is een tot 4 meter hoge struik met dunne, vaak overhangende twijgen. De soort komt van nature voor in Oost-Afrika en wordt wereldwijd als sierplant gekweekt.
De bladeren zijn afwisselend geplaatst en staan vaak in bundels aan korte zijloten. Ze zijn eirond tot langwerpig, gezaagd, 2 tot 12 cm lang en 1 tot 7,5 cm breed.
De bloemen zijn alleenstaand en zijn 5 tot 8 cm groot en hangen aan  bloemstelen die 16 cm lang kunnen worden. De kelk heeft twee tot vier tanden waaronder zich kleine buitenkelkbladen bevinden. De vijf kroonbladeren zijn felrood, sterk ingesneden en teruggekromd. In het midden van de bloem hangt een tot 9 cm lange androgynofoor met talrijke gele helmknoppen aan de top. Deze top  is vaak gekromd en loopt uit in vijf dunne stempeltakken.
De vruchten zijn langwerpige, veelzadige, tot 3,5 cm lange doosvruchten.

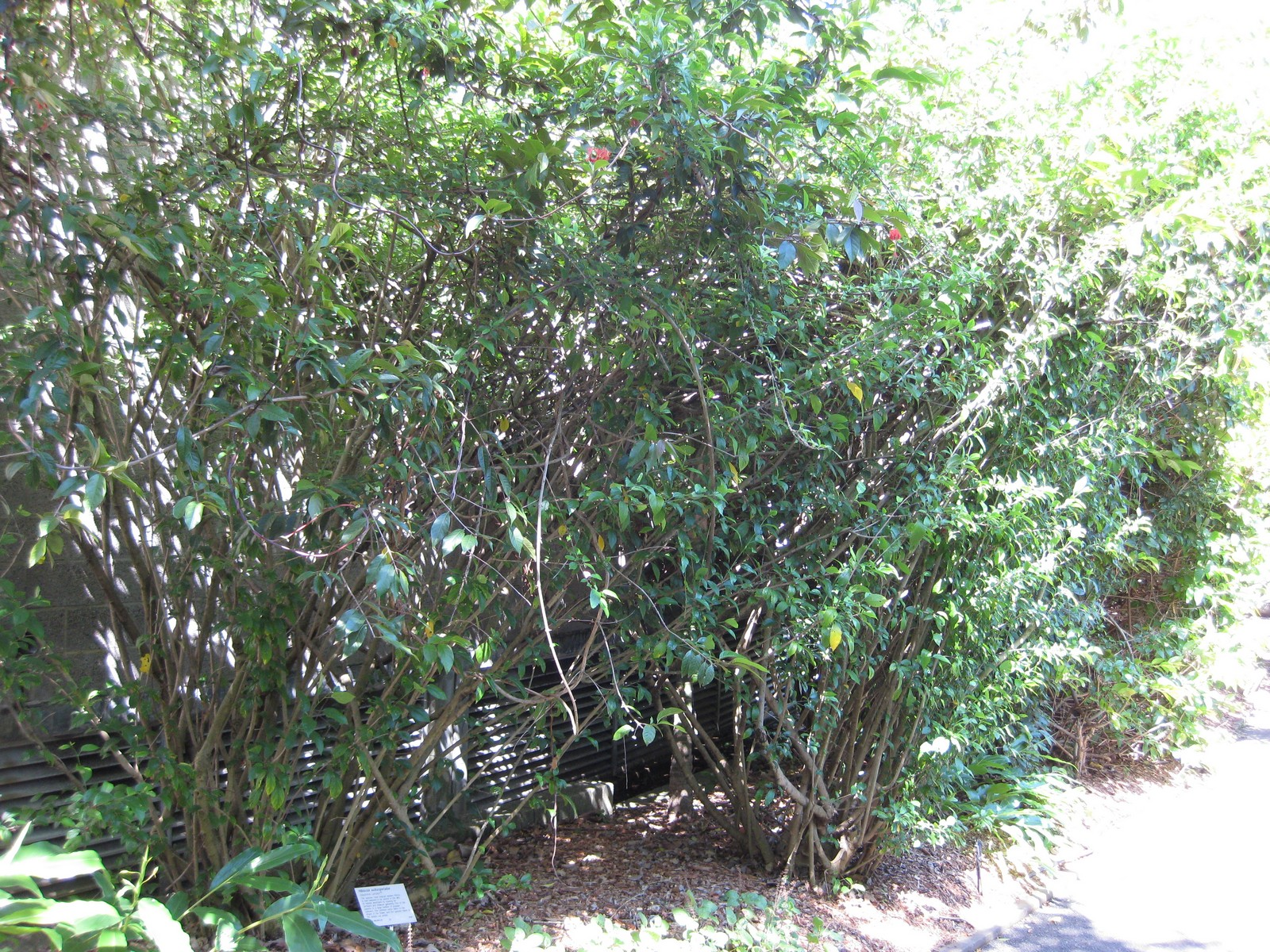
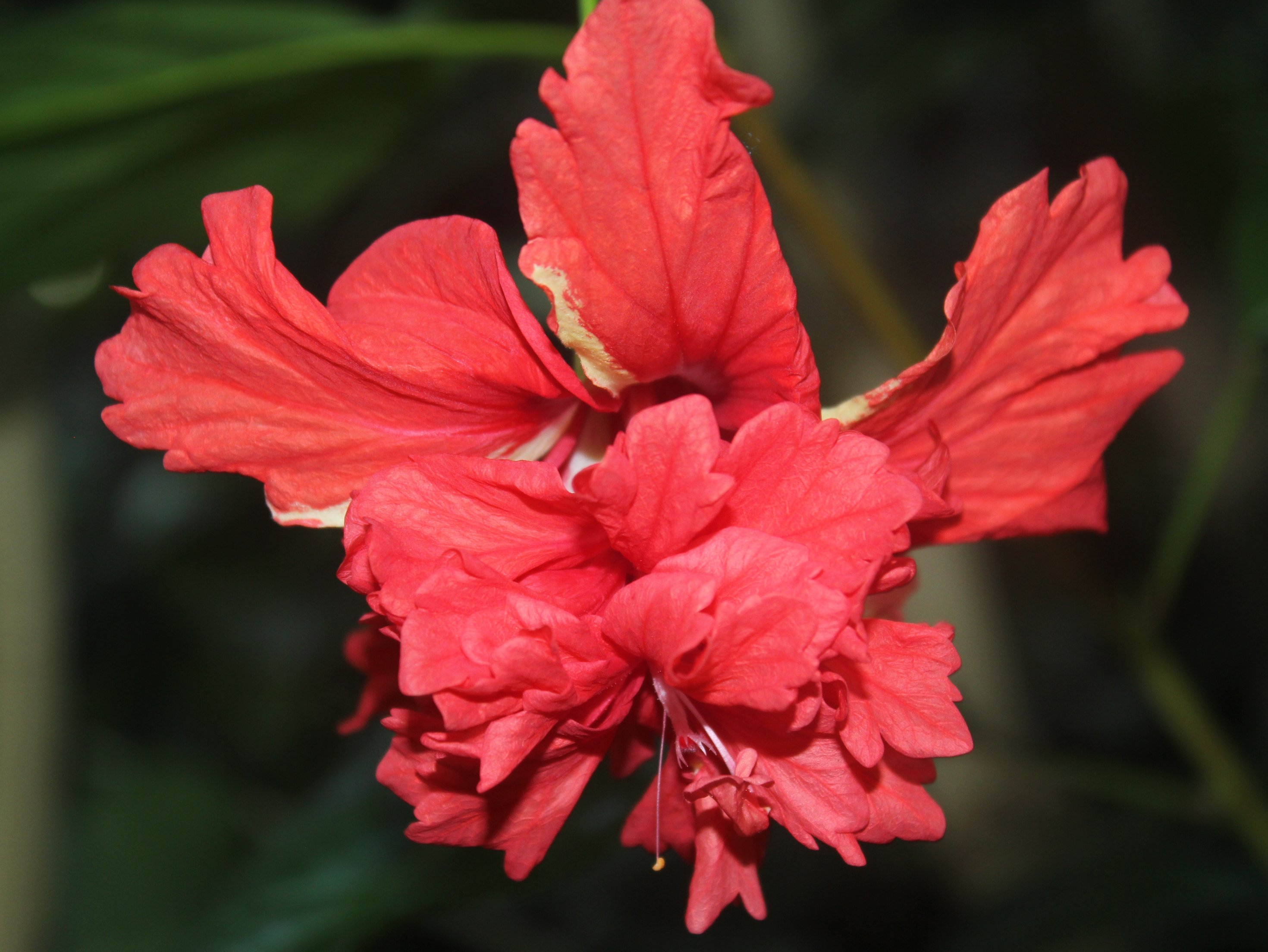
Bloemknop
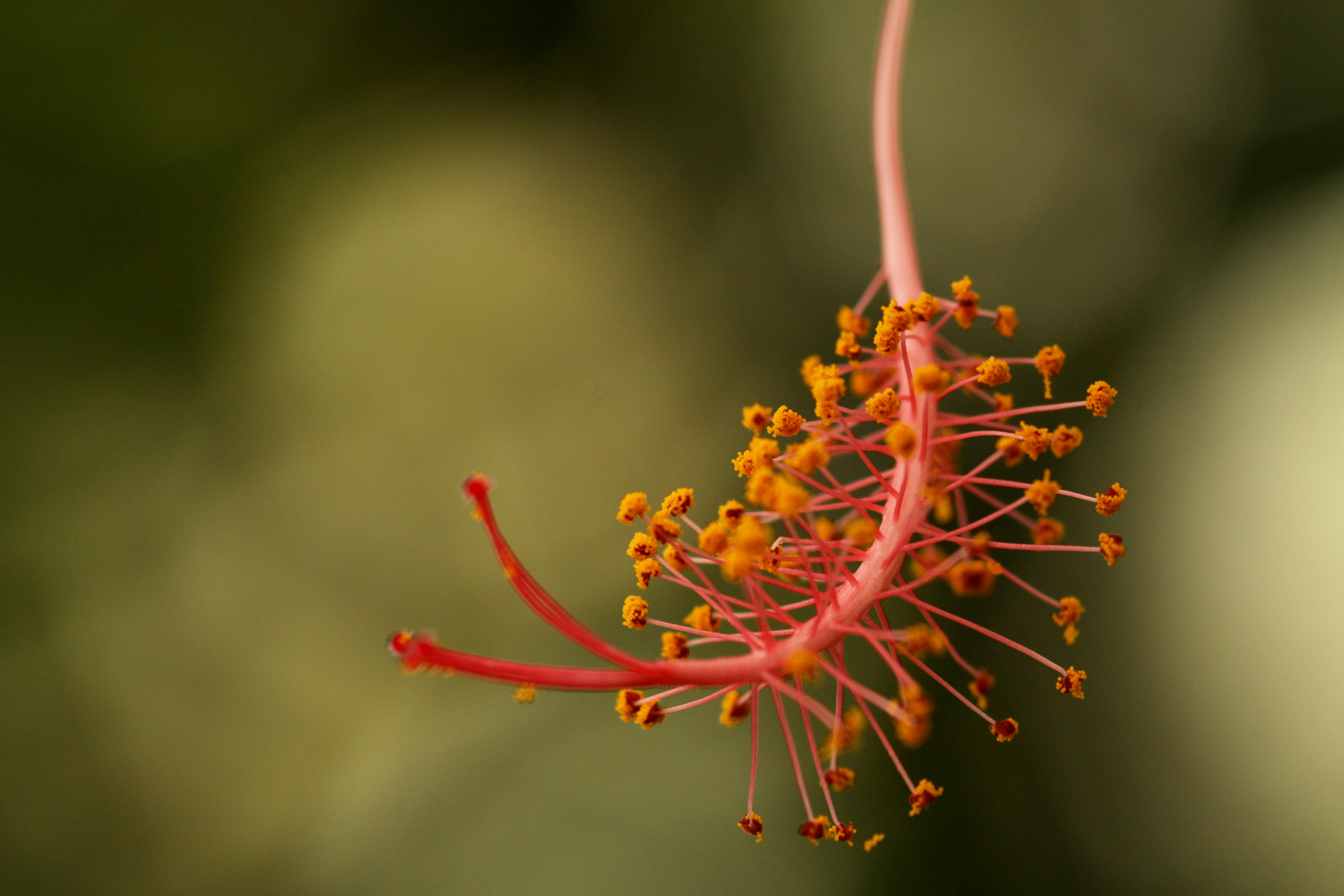
androgynofoor
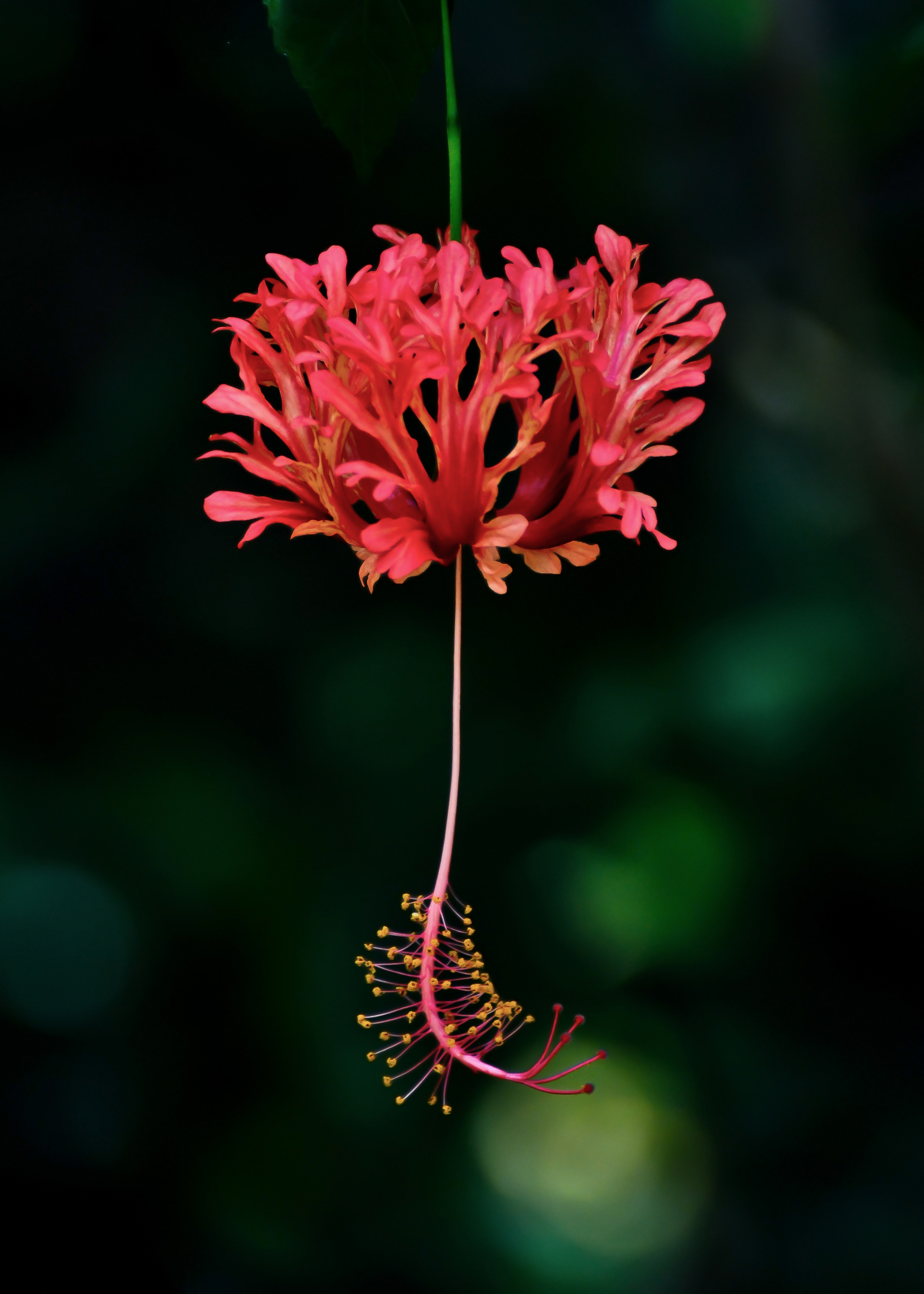
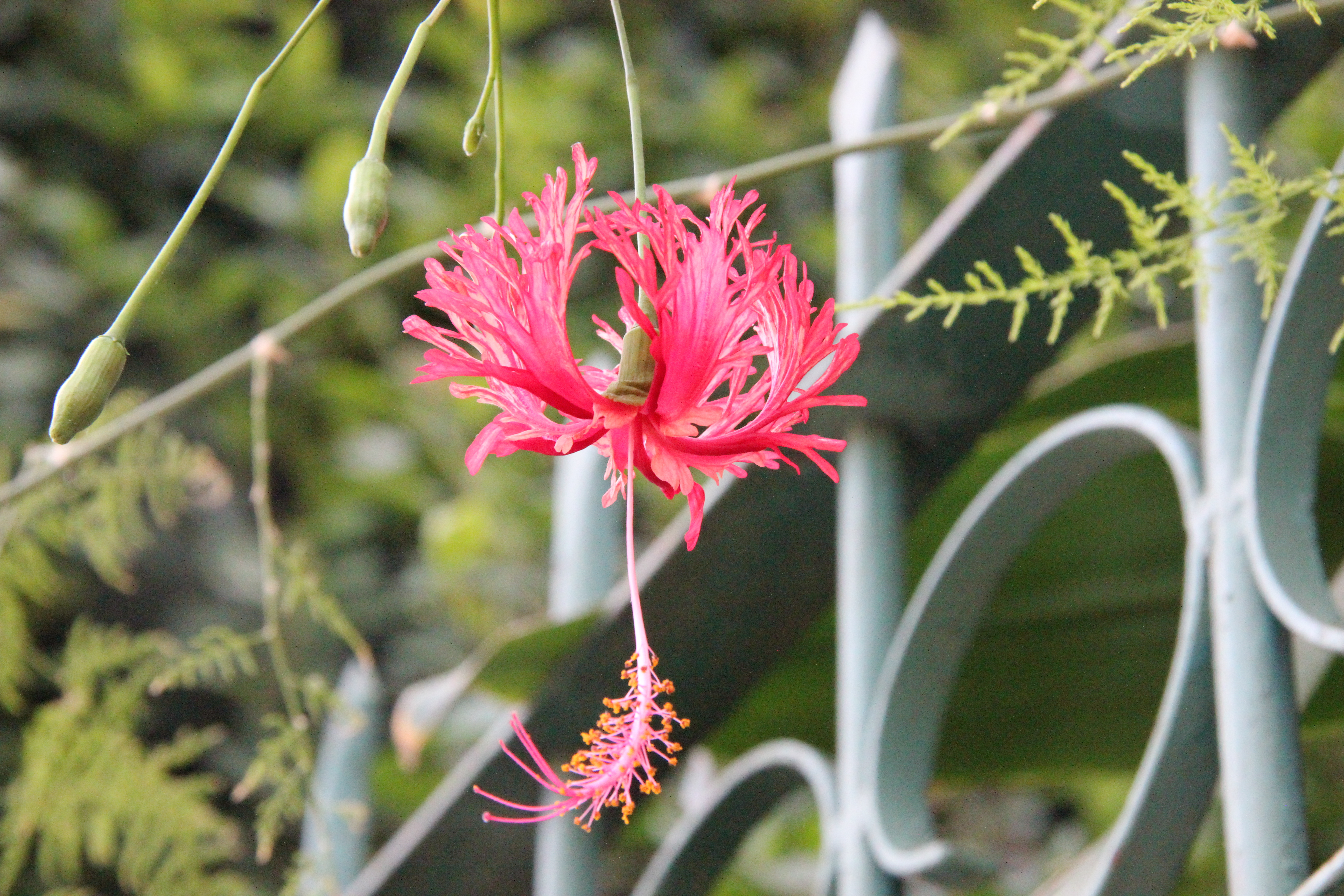

... · 
H. insularis · 
H. mutabilis · 
H. rosa-sinensis (Chinese roos) · 
H. sabdariffa (Roselle) · 
H. schizopetalus (Koraalmalve) · 
H. syriacus (Althaeastruik) · 
H. tiliaceus (Waroeboom) · 
H. trionum (Drie-urenbloem) · 
...